# Deutsche Gesellschaft zur Erforschung des Politischen Denkens
Die Deutsche Gesellschaft zur Erforschung des Politischen Denkens e.V. (DGEPD) ist eine interdisziplinär ausgerichtete wissenschaftliche Gesellschaft, die sich der Erforschung der Grundlagen politischen Handelns und der Beantwortung aktueller politischer Fragen widmet.

## Zweck

### Selbstverständnis
Ein Leitgedanke der Gesellschaft, in der sich Vertreter der Politikwissenschaft, der Philosophie, der Rechts- und Geschichtswissenschaft, der Ökonomie und Soziologie sowie der Kunst- und Literaturwissenschaft zusammengeschlossen haben, ist die Auffassung, dass die Theorie der Politik auf keine dieser Disziplinen und ihre jeweiligen Methoden verzichten kann. Interdisziplinarität wird somit als Voraussetzung von wissenschaftlicher Begleitung und Beratung der praktischen Politik verstanden, welche zugleich zwei der Aufgaben sind, die sich die DGEPD gestellt hat. Aus diesem Grund ist die Mitarbeit von Vertretern aller Disziplinen, die einen Beitrag zum Verständnis der Politik leisten können und wollen, ausdrücklich erwünscht.

### Ziele
Neben dem grundsätzlichen Bestreben der Erforschung des politischen Denkens in allen seinen gesellschaftlichen Erscheinungsformen, mit dem Zweck eines besseren Verständnisses der Politik und insbesondere zur Beantwortung der Fragen, die sich in öffentlichen Debatten stellen, hat sich die DGEPD in der Förderung des gegenseitigen Verständnis verschiedener politischer Kulturen ein Ziel gesetzt. Das bedeutet auch, dass man den deutschen politischen Diskurs in den europäischen Nachbarländern und auch jenseits des Atlantik verständlicher zu machen sucht.
Entsprechend ihrer Zielsetzung besteht ein wichtiger Schwerpunkt der Arbeit der DGEPD in der Beschäftigung mit den Erfahrungen politischen Unrechts, welches die deutsche und andere europäische Gesellschaften in der jüngeren Vergangenheit zu erleiden hatten und weiterhin verarbeiten müssen, weshalb die Analyse und die Beurteilung der nationalsozialistischen Gewaltherrschaft und der politischen Verbrechen im Namen des Marxismus-Leninismus wiederkehrende Themen der Gesellschaft darstellen.

## Funktionen
Ende 2019 wurde Peter Nitschke zum DGEPD-Vorsitzenden gewählt und 2021 wiedergewählt; er starb im Juli 2024. Seit seinem Tod ist das Amt des Vorsitzenden vakant. Den Vorsitz hatte zuvor Clemens Kauffmann inne, der dieses Amt im Jahr 2015 von Barbara Zehnpfennig übernahm. Zweite Vorsitzende ist seit 2021 Eva Helene Odzuck. Die Geschäfte der Gesellschaft führt seit 2022 Maximilian Raker als deren Sekretär, der das Amt von Martin Schwarz übernahm.
Darüber hinaus verfügt die Gesellschaft über einen Beirat, der alle zwei Jahre gewählt wird. Ihm gehören 2023 Luca Basso, Reinhard Brandt, Annabel Brett, Manfred Brocker, John Dunn, Kinch Hoekstra, Peter Hoeres, Otfried Höffe, Christine Lubkoll-Klotz, Hermann Lübbe, John Pocock, Quentin Skinner und Barbara Zehnpfennig an. Verstorbene ehemalige Mitglieder des Beirates sind Karl-Friedrich Bracher, Maurice Cranston, Iring Fetscher, Klaus Hartmann, Wilhelm Hennis, Dieter Henrich, Hasso Hofmann, Nikolaus Lobkowicz, Odo Marquard, Kenneth Minogue, Michael Oakeshott, Melvin Richter und Michael Stolleis.

## Aktivitäten

### Allgemein
Die Ziele werden im Wesentlichen durch die Veranstaltung öffentlicher wissenschaftlicher Tagungen, die personelle Vernetzung innerhalb der und zwischen den Disziplinen, der Zusammenarbeit mit anderen wissenschaftlichen Organisationen und schließlich der Herausgabe eines eigenen Periodikums, des Jahrbuchs Politisches Denken, verwirklicht. Die Gesellschaft hält seit 1989 regelmäßig Jahrestagungen ab.

### Jüngste Veranstaltungen (Auswahl)
In den letzten Jahren tagte die Gesellschaft unter anderem zu den folgenden Themen:
- »Narrative Formen politischen Denkens« (München, 2012), in Kooperation mit dem Fachgebiet Politikwissenschaft der TU München.
- »Der Prozess der Zivilisationen: 20 Jahre nach Huntington« (Vechta, 2013).
- »Politischer Widerstand« (Passau, 2014), in Kooperation mit der Andrássy Universität Budapest.
- »Europa denken« (Tutzing, 2015), in Kooperation mit der Akademie für Politische Bildung Tutzing.
- »Weltwende 1917 – Russland, Europa und die bolschewistische Revolution« (Herrnhut, 2017), in Kooperation mit der Technischen Universität Chemnitz, der Akademie Herrnhut für politische und kulturelle Bildung sowie weiteren Partnern[5]
- »Die Demokratie und ihre Feinde« (Stapelfeld, 2019), in Kooperation mit der Katholischen Akademie in Stapelfeld[2]
- Politisches Denken und gesellschaftlicher Wandel in der Englischen Revolution. Aufbruch in die Moderne?, Tagung am Institut für Politikwissenschaft der Universität Hamburg, 2.–3. Juni 2022
- Ost-Mittel-Europa in der identitätspolitischen Herausforderung: Der Krieg um die Ukraine, DGEPD in Zusammenarbeit mit dem Deutschen Historischen Institut Warschau, 6.–9. September 2023

### Kooperationen
Im Jahr 2014 riefen die DGEPD und die Deutsche Gesellschaft für Philosophie auf Initiative von Julian Nida-Rümelin und Barbara Zehnpfennig die „Forschungsarbeitsgemeinschaft Politische Philosophie und politische Theorie“ ins Leben, um die Teildisziplin der politischen Philosophie und politischen Theorie in ihrer Bedeutung und Rolle innerhalb der Politikwissenschaft, z. B. durch die Ausrichtung von Workshops oder Tagungen, zu stärken.